# Ауребеш

Алфавит

Ауребеш (англ. Aurebesh) — вымышленный алфавит и соответствующий ему шрифт для записи основного галактического языка бейсик (англ. Basic, Galactic Basic) в фантастической вселенной «Звёздных войн». Направление письма — слева направо. Название происходит от первых букв алфавита — «аурек» (англ. Aurek) и «беш» (англ. Besh). Алфавит был впервые адаптирован и опубликован в 1994 году Стивеном Крейном для ролевой игры «Звёздные войны: Битвы миниатюр» (англ. Star Wars Miniatures Battles).

## История

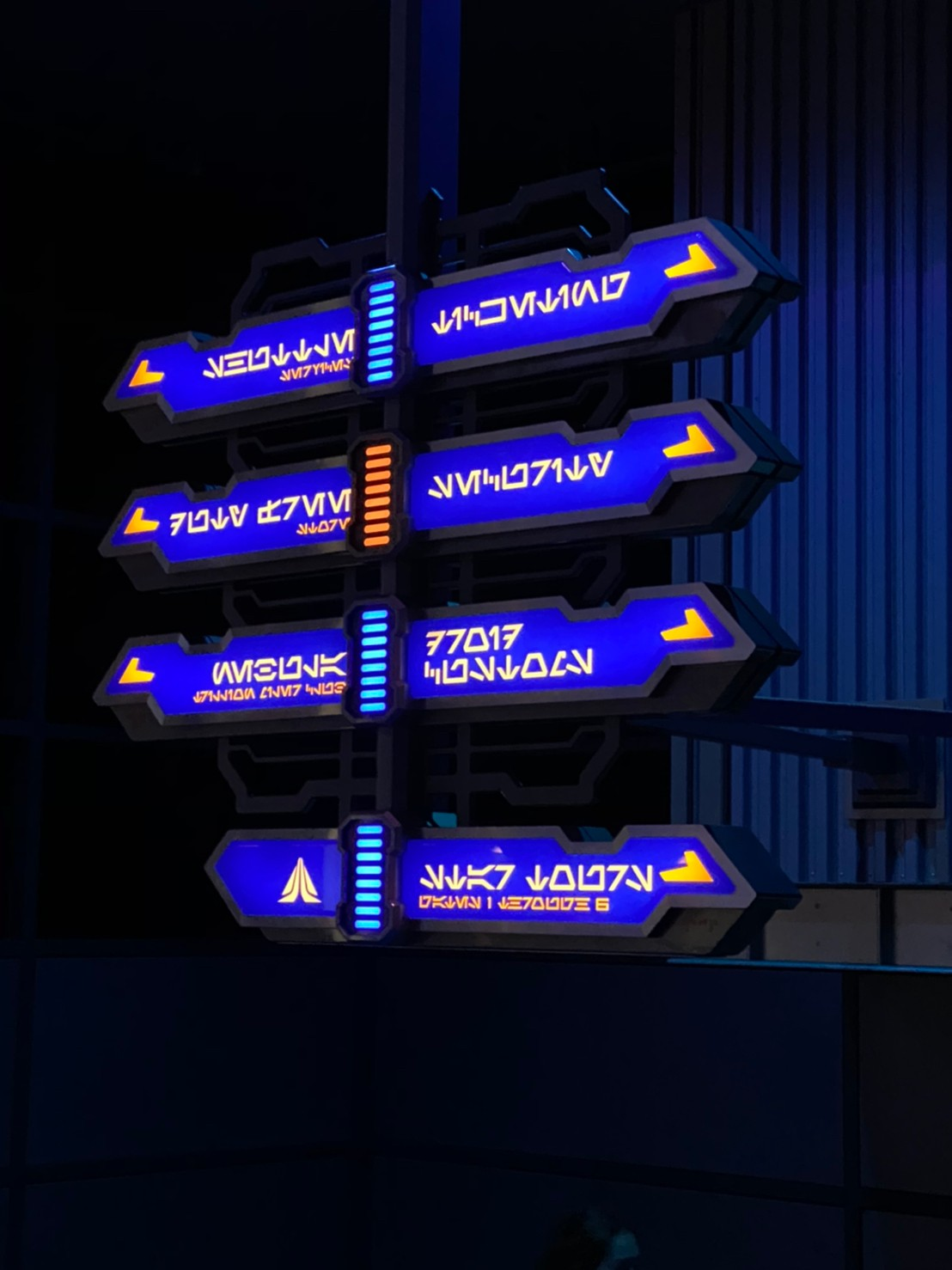
Указатель на аттракционе в Star Tours – The Adventures Continue токийском Диснейленде.

Во вселенной «Звёздных войн» ауребеш использовался для записи основного галактического языка, применяемо преимущественно для коммерческих и военных целей. Большинство разумных существ говорили на местных диалектах — так Джордж Лукас стремился продемонстрировать лингвистическое и культурное разнообразие вселенной. Для отображения письменной речи в оригинальной трилогии «Звёздных войн» арт-директор Джо Джонстон разработал ряд символов. Однако, несмотря на присутствие надписей в фильмах, эти символы не имели ни значений, ни официальной расшифровки. Полноценный алфавит был создан уже после выхода оригинальной трилогии «Звёздных войн».
В 1994 году Стивен Крейн, арт-директор компании West End Games, работавшей над созданием ролевой игры по мотивам «Звёздных войн», адаптировал символы в полноценный алфавит, который был впервые опубликован в игре «Звёздные войны: Битвы миниатюр» (англ. Star Wars Miniatures Battles) (1994 год). Крейн добавил к 26 английским буквам восемь символов для латинских диграфов: ch, ae, eo, kh, ng, oo, sh и th. Название «Ауребеш» происходит от двух первых символов алфавита — aurek и besh. После создания алфавита все права на использование ауребеша перешли к Lucasfilm.
Ауребеш использовали в играх The Star Wars, выпущенных в 1990-е. В 1995 году он был применён в рекламе ручки Fisher Star Wars в журнале Star Wars Adventure Journal. В фильме «Звёздные войны. Эпизод I: Скрытая угроза» (1999) слегка изменённая версия ауребеша Крейна была показана на дисплее корабля, которым управлял Энакин. Язык получил особое распространение среди фанатов вселенной, которые начали использовать его на веб-сайтах. В тематической зоне Star Wars: Galaxy's Edge надписи на ауребеше были нанесены на камни и стены.
В преддверии выпуска в 2015 году фильма «Звёздные войны: Пробуждение силы» Google Переводчик добавил функцию перевода любого языка на ауребеш. В феврале 2016 года функция была убрана.